# Закройщик из Торжка
«Закройщик из Торжка» — советский фильм 1925 года, эксцентрическая комедия режиссёра Якова Протазанова.

## Сюжет
Действие происходит в Советской России во времена НЭПа в маленьком уездном городке Торжке. Петя Петелькин — работник швейной мастерской, принадлежащей вдове Ширинкиной. Вдова решила женить на себе своего работника. Неунывающий Петя отправился за подарком невесте и неожиданно приобрёл облигацию государственного займа. Облигация, на которую выпал крупный выигрыш, кочует из рук в руки. Лишившийся ценности Петя чуть не кончает жизнь самоубийством, но в итоге всё приходит к счастливому концу.

## Культурные особенности
Сатирическая комедия изначально должна была стать рекламой государственного займа, но сразу вышла за пределы просто рекламного фильма. За незамысловатым сюжетом стоит изображение быта и нравов России 1920-х и использование интересных художественных и кинематографических приёмов. Дебют в кино Веры Марецкой.
Г. Н. Рябова отмечает, что хотя в фильме обозначена тема эксплуатации нэпманами бедных людей, «благодаря облигациям счастливым образом разрешаются личные проблемы героев, достигается счастье. <…> счастье выглядит как материальное благополучие. <…> Петя Петелькин и его невеста Катя покупают богатые наряды. По внешнему облику они напоминают нэпманов».

## В ролях
- Игорь Ильинский — Петя Петелькин, закройщик
- Вера Марецкая (дебютная роль) — Катя, домработница Семижилова
- Лидия Дейкун — Меланья Ивановна Ширинкина, вдова, владелица портняжной мастерской
- Ольга Жизнева — незнакомка с облигацией
- Иосиф Толчанов — лавочник И. И. Семижилов
- Анатолий Кторов — Анатолий, друг незнакомки
- Владимир Уральский — профсоюзный работник
- Серафима Бирман — соседка Ширинкиной
- Ева Милютина — соседка Ширинкиной
- Наум Рогожин — гость (нет в титрах)